# Škoda Kamiq
La Škoda Kamiq è un crossover SUV compatto prodotto della casa automobilistica ceca Škoda Auto a partire dal 2018 per il mercato cinese e dal 2019 per quello europeo. 

## Nome
Come per Karoq e Kodiaq, il nome Kamiq deriva da una parola in lingua Inuit.

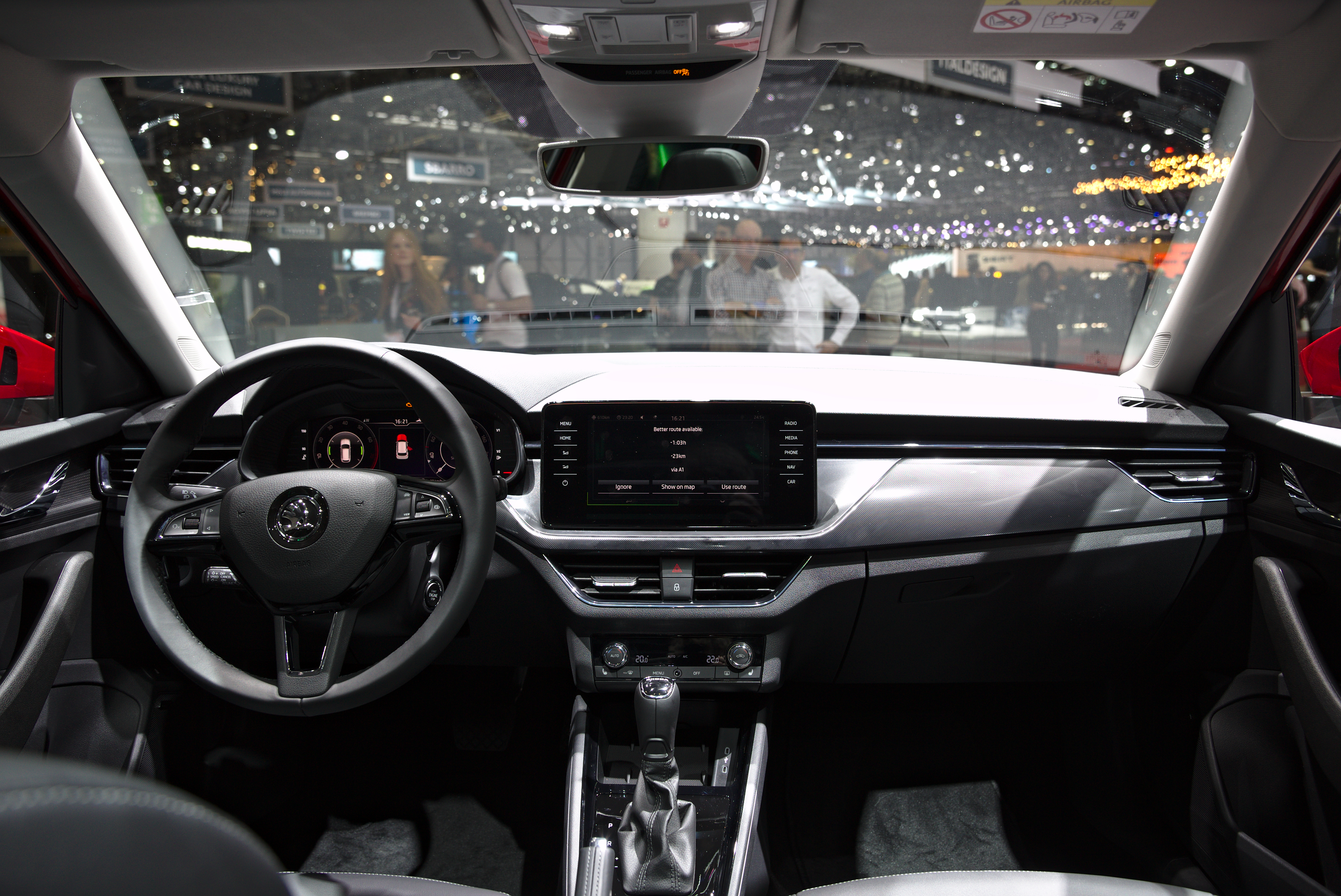
Interni

Il nome è stato usato per la prima volta nel 2018 su un crossover compatto costruito esclusivamente per il mercato cinese, più grande e basato sulla vecchia piattaforma PQ34. Un altro modello per il mercato europeo con lo stesso nome è stato presentato al salone di Ginevra a febbraio 2019.

## Contesto
Basata sulla concept car Vision X, che Škoda ha presentato al pubblico per la prima volta nel 2018, l'auto viene costruita sulla piattaforma MQB A0 del Gruppo Volkswagen utilizzata dalla SEAT Arona e dalla Volkswagen T-Cross, offrendo allo stesso tempo più spazio interno di entrambe. La Kamiq è disponibile solo con la trazione anteriore poiché sulla piattaforma MQB A0 non è prevista la trazione integrale.

## Motorizzazioni
Sono disponibili cinque motorizzazioni. Il motore entry-level è turbo benzina un TSI da 1,0 litri in due declinazioni di potenza, che eroga 95 CV e produce una coppia massima di 175 Nm oppure 115 CV e 200 Nm di coppia. Il motore top di gamma è il 4 cilindri TSI da 1,5 litri da 150 CV e 250 Nm di coppia dotato del sistema Active Cylinder Technology (ACT) che disattiva automaticamente due cilindri per risparmiare carburante.
Sul fronte dei diesel, c'è un TDI da 1,6 litri a 4 cilindri da 115 CV di potenza con una coppia di 250 N⋅m. È dotato di catalizzatore SCR con iniezione di AdBlue e filtro antiparticolato. Inoltre è prevista anche una motorizzazione a metano chiamata 1.0 G-Tec che sviluppa una potenza di 90 CV e 145 Nm di coppia massima.

## Restyling 2023
Škoda ha presentato nell'agosto 2023 un leggero restyling, che ha interessato marginalmente l'estetica.